# 图恩诺
图恩诺（義大利語：Tuenno），是意大利特伦托自治省的一个市镇。总面积70平方公里，人口2404人，人口密度34.3人/平方公里（2009年）。ISTAT代码为022207。